# Azumino (Nagano)
Azumino (安曇野市 -shi) é uma cidade japonesa localizada na província de Nagano.
Em 2008 a cidade tinha uma população estimada em 99 807 habitantes e uma densidade populacional de 300,78 h/km². Tem uma área total de 331,82 km².

## 
- Musashino, Japão
- Edogawa, Japão
- Misato, Japão
- Higashi-ku, Japão
- Sango, Japão
- Manazuru, Japão
- Kramsach, Áustria